# 손일권
손일권은 대한민국의 인터넷 커뮤니티 운영자이자 IT 컨설턴트이다.

## 생애
연세대학교 졸업 후 IT 분야 경영 컨설팅을 하던 중 인터넷 커뮤니티를 2000년에 세웠다. 커뮤니티 내의 닉네임은 투데이이다. 이후에도 매일경제, 지디넷 등에 컬럼니스트 및 정보 제공자로 활동하면서 일정 기간 동안 컨설턴트 업무까지 병행하였다. 2000년대 중반에는 PDA 활용에 관련된 책을 저술하였으며, 2010년에는 마이크로소프트와 공동으로 윈도우 폰 사용자 교육을 개최하기도 하는 등 사용자 기반 확대에 기여하였다. 

## 저서
- 《PDA 마스터북 (손 위의 디지털 세상)》 (2004, 가남사)[10]
- 《(앞서가는 디지털 세대를 위한) PDA 핸드북》 (2006, 정보문화사)[11]